# Wielersport op de Olympische Zomerspelen 2016 – Omnium mannen
Het omnium voor de mannen op de Olympische Zomerspelen 2016 vond plaats op zondag 14 en maandag 15 augustus 2016. De Deen Lasse Norman Hansen won de gouden medaille in 2012 en verdedigde de olympische titel in Rio. Over vijf verschillende onderdelen vergaarden de renners punten, met de deelnemers met de hoogste som als winnaar van het goud. Met 207 punten won de Italiaan Elia Viviani het goud, gevolgd door Mark Cavendish en de titelverdediger.

## Resultaten
| rang   | naam                | land             | resultaten | resultaten | resultaten | resultaten | resultaten | resultaten | totaal |
| rang   | naam                | land             | SR         | IP         | ER         | TT         | FL         | PR         | totaal |
| ------ | ------------------- | ---------------- | ---------- | ---------- | ---------- | ---------- | ---------- | ---------- | ------ |
| Goud   | Elia Viviani        | Italië           | 28         | 36         | 40         | 36         | 38         | 29         | 207    |
| Zilver | Mark Cavendish      | Groot-Brittannië | 30         | 38         | 28         | 30         | 36         | 32         | 194    |
| Brons  | Lasse Norman Hansen | Denemarken       | 40         | 40         | 6          | 32         | 34         | 40         | 192    |
| 4      | Fernando Gaviria    | Colombia         | 32         | 22         | 36         | 34         | 22         | 41         | 187    |
| 5      | Thomas Boudat       | Frankrijk        | 36         | 32         | 38         | 20         | 24         | 22         | 172    |
| 6      | Roger Kluge         | Duitsland        | 38         | 34         | 18         | 24         | 20         | 33         | 167    |
| 7      | Glenn O'Shea        | Australië        | 34         | 20         | 22         | 38         | 30         | 0          | 144    |
| 8      | Dylan Kennett       | Nieuw-Zeeland    | 22         | 30         | 8          | 40         | 40         | –7         | 143    |
| 9      | Tim Veldt           | Nederland        | 20         | 28         | 10         | 28         | 28         | 7          | 111    |
| 10     | Artjom Zacharov     | Kazachstan       | 18         | 12         | 32         | 22         | 16         | 7          | 111    |
| 11     | Chun Wing Leung     | Verenigde Staten | 20         | 16         | 16         | 26         | 26         | 1          | 105    |
| 12     | Gaël Suter          | Zwitserland      | 12         | 8          | 26         | 16         | 32         | 1          | 95     |
| 13     | Gideoni Monteiro    | Brazilië         | 12         | 24         | 30         | 10         | 12         | 4          | 94     |
| 14     | Kazushige Kuboki    | Japan            | 18         | 6          | 34         | 12         | 10         | 1          | 81     |
| 15     | Ignacio Prado       | Mexico           | 16         | 14         | 24         | 8          | 8          | 3          | 73     |
| 16     | Park Sang-hoon      | Zuid-Korea       | 24         | 18         | 14         | 18         | 14         | DNF        | DNF    |
| 17     | Bobby Lea           | Verenigde Staten | 8          | 26         | 20         | 14         | 18         | DNF        | DNF    |
| 18     | Jasper De Buyst     | België           | 6          | 10         | 12         | DNF        | DNF        | DNF        | DNF    |

2012: Lasse Norman Hansen ·
2016: Elia Viviani  ·
2020: Matthew Walls ·
2024: Benjamin Thomas